# Rondanina
Rondanina é uma comuna italiana da região da Ligúria, província de Génova, com cerca de 95 habitantes. Estende-se por uma área de 12 km², tendo uma densidade populacional de 8 hab/km². Faz fronteira com Fascia, Montebruno, Propata, Torriglia.

## Demografia
| Variação demográfica do município entre 1861 e 2011                               |
|                                                                                   |
| Fonte: Istituto Nazionale di Statistica (ISTAT) - Elaboração gráfica da Wikipedia |